# ポルシェ・911 RSR
ポルシェ・911 RSR は、ポルシェ・911をベースに開発されたレーシングカー。FIA 世界耐久選手権（WEC）やル・マン24時間レースにおいて、LM-GTEクラスより参戦している。
現在は991型がベースとなっているが、本項ではそれ以前の996型・997型ベースのGT2クラス仕様についても記述する。

## 前史

### 996 GT3 RSR（2004-2006）
2004年の996 GT3 RSRは、モータースポーツ指向のGT3 RSのアップグレードバージョン。出力331 kW（450 PS; 444 hp）の3.8 L水平対向6気筒エンジンと6速シーケンシャルマニュアルトランスミッションを搭載した996 GT3の最高峰マシン。カーボンファイバーパネルを採用することで軽量化を実現。37台の車が製造された。996 GT3 RSRの戦績には、2004年のアメリカン・ル・マン・シリーズ・GTクラスでのクラス優勝が含まれる。同年、FIA GT選手権のN-GTクラス優勝も果たした。

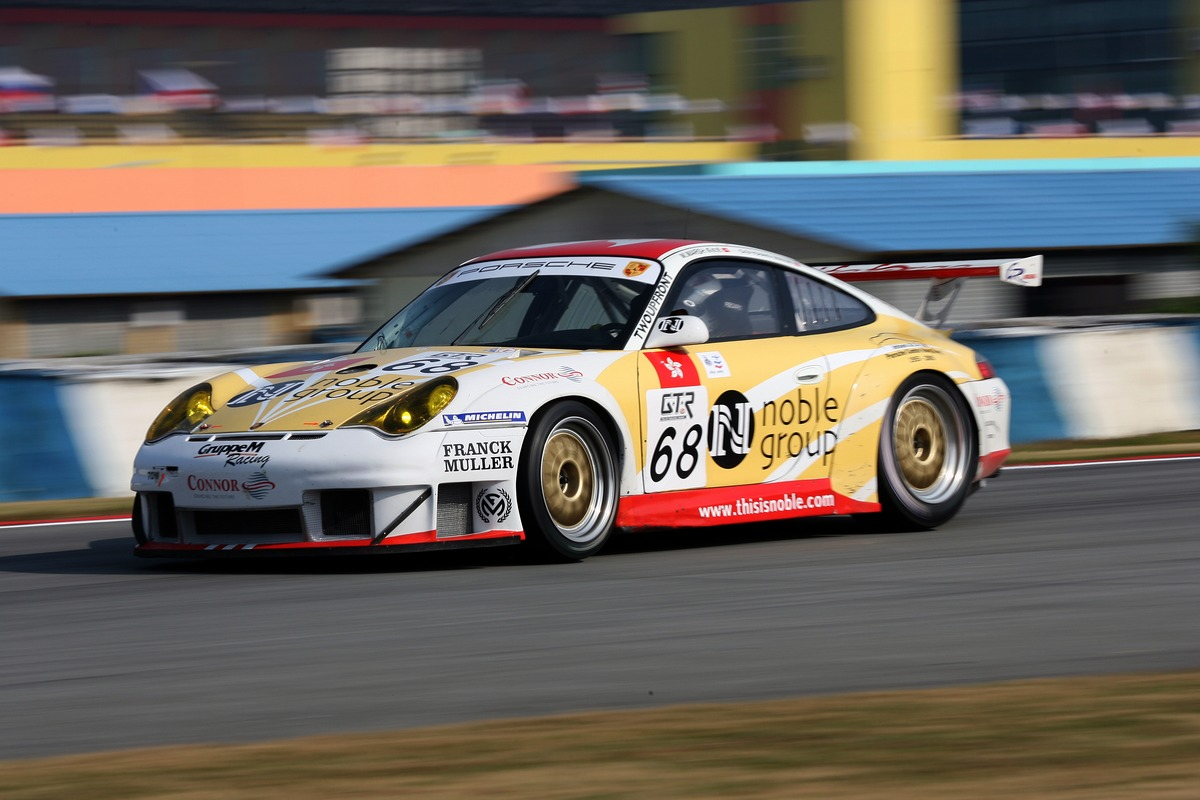
2005 ポルシェ・911 GT3 RSR(996)
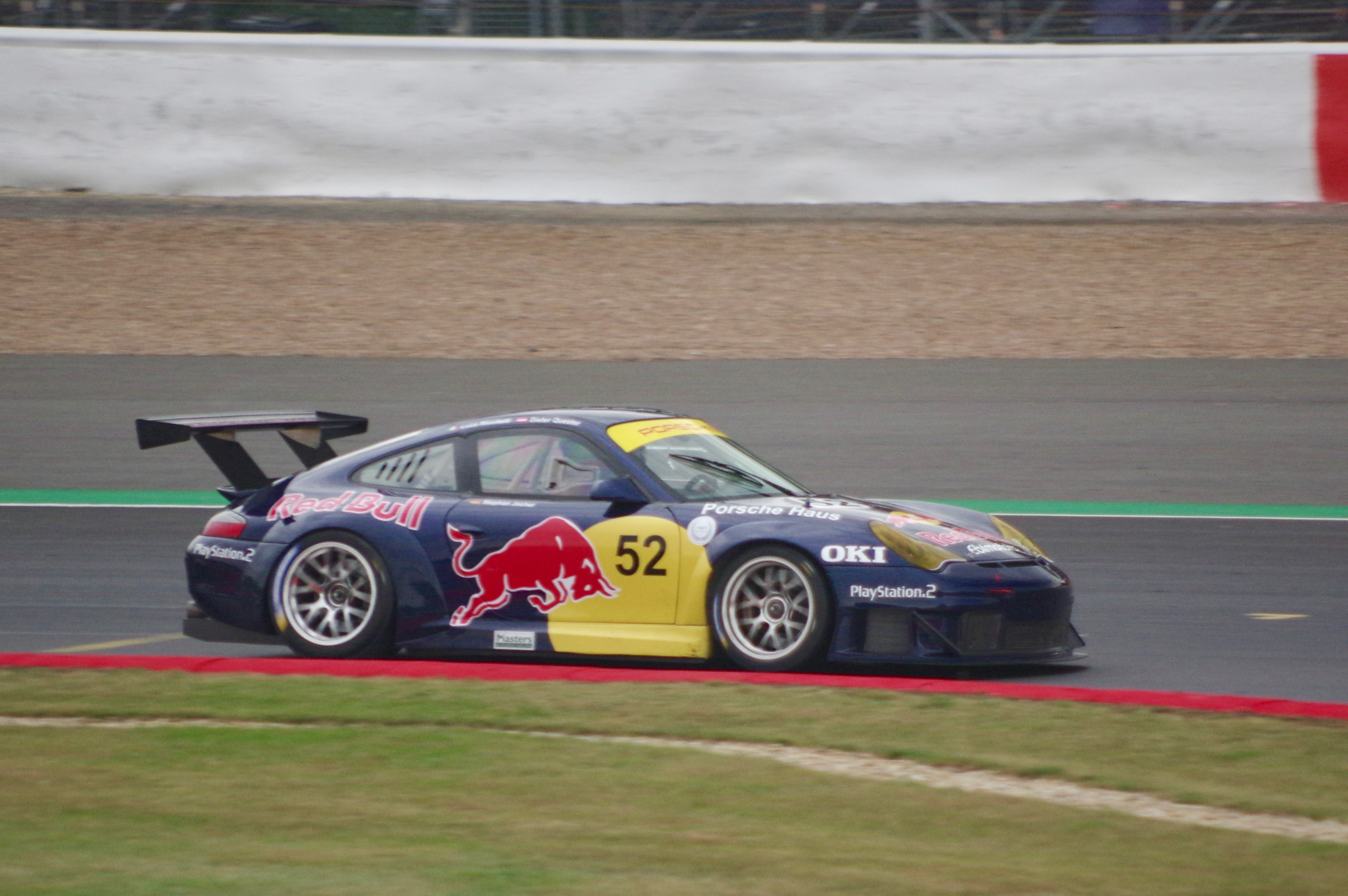
2004 ポルシェ・911 GT3 RSR(996)

### 997 GT3 RSR (2006–2012)
2006年に最初に導入された997型GT3 RSRは、ACO、FIA-GT、IMSA、VLN規定に準拠するように制作された。997 GT3に基づくRSRは、29 mmリストリクターを備えた前モデルの3.6リッターエンジンと比較して、2つの30.3mmエアリストリクターを備えた3.8 L水平対向6気筒エンジン。変位の増加は、76.4mmのストロークを変更せずにボアを102.7mmに拡大することで達成した。必須のエアリストリクターを使用すると、エンジンの出力は335 kW（455 PS; 449 hp）/8,500 rpm、トルク435N⋅m（321lb⋅ft）を発生。容量の増加とそれに対応する電子機器の再プログラミングにより、エンジンのレッドゾーンは9,000rpm。ミッドフロントラジエーターの新しい配置とサイドラジエーターの使用はカレラGTからの共有でエンジンの冷却効率の向上した。997 RSRは、2006年シーズンは996 RSRの6速シーケンシャルマニュアルトランスミッションを使用した。2007年シーズンには、RSスパイダーと共有される新しい6速シーケンシャルマニュアルトランスミッションが追加された。
安全ケージが溶接されたボディシェルは、996 GT3 RSRよりも10％剛性が高くなっている。特徴的なホイールアーチは、ボディを両側で50 mm（2インチ）広げる。補助オイルタンク、パワーステアリングコンポーネント、バッテリーを前面に移動することで、重量配分が改善。フロントとリアのリッド、フロントマッドガード、リアセクション、ドア、フロントとリアのパネルとウィングはカーボンファイバー製。ポリカーボネート製のリアウィンドウとサイドウィンドウは、さらなる軽量化に貢献した。
新開発の空力パッケージは、996 RSRに比べて空力効率を合計約7％向上。FIAおよびACO規制に準拠して、新しいGT3 RSRはフラットなアンダーボディを備える。
RSRは、スルーロッドシステムを備えているため、従来のダンパーよりも摩擦が少ないZF-Sachsショックアブソーバーを備えた。その結果、応答特性が大幅に向上。改良された車軸は、新しいアンチロールバー、調整可能な上部リンク、および最適化された下部リンクを備えた。
2007年、空気をラジエーターに送り、ボンネットから排出するフロントエアルーバーを追加した。
2011年、フロントにスプリッターを追加し、アンダーステアの問題に対処するためにタイヤの直径を拡大した。エンジン出力も338 kW（460 PS; 453 hp）に増加した。

997 GT3 RSRは、2007年、2010年のル・マン24時間GT2クラス1位、2007年、2013年のプチ・ル・マンでのクラス1位を含め、世界中で多くのレースで勝利を収めている。

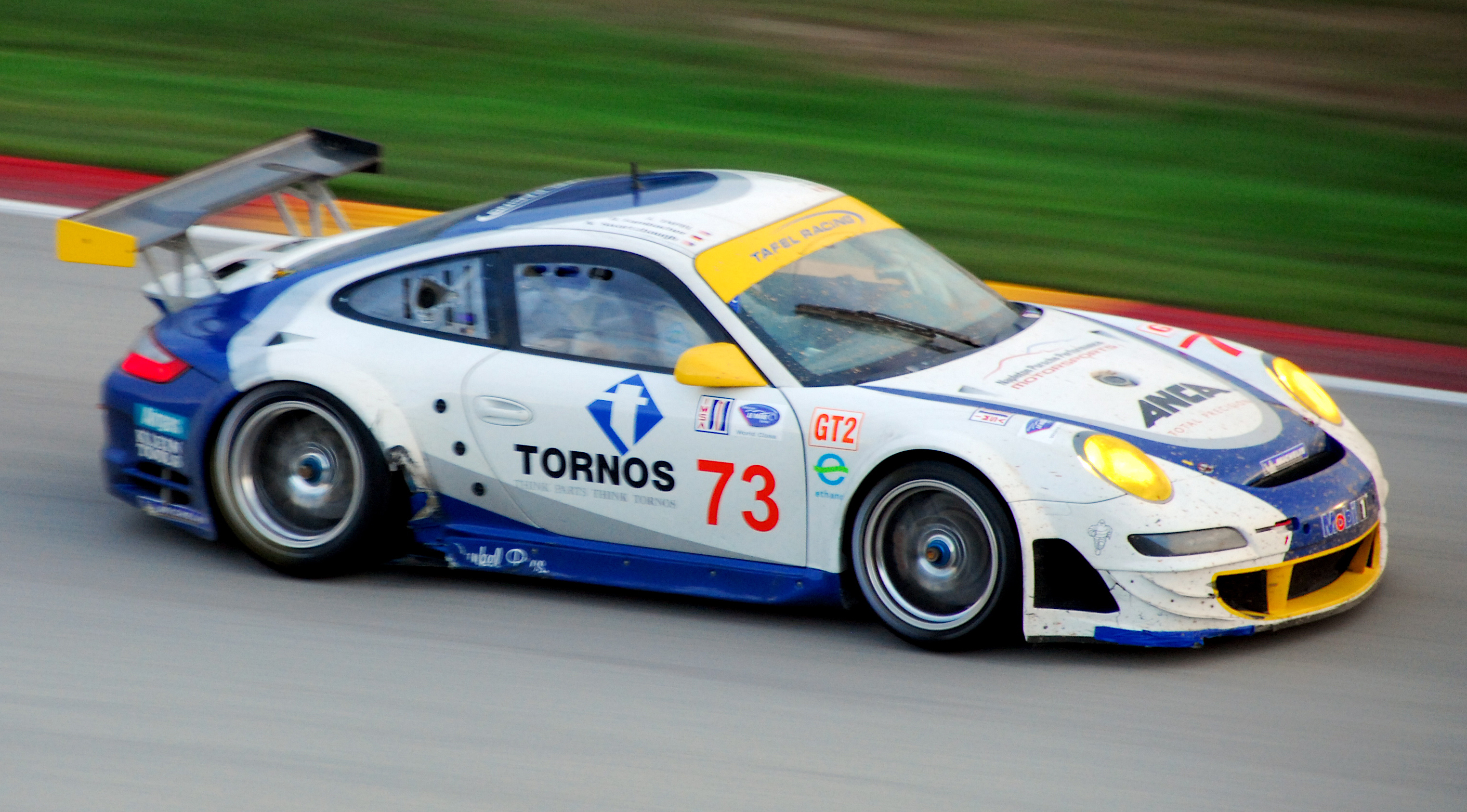
2007 ポルシェ・911 GT3 RSR (997)
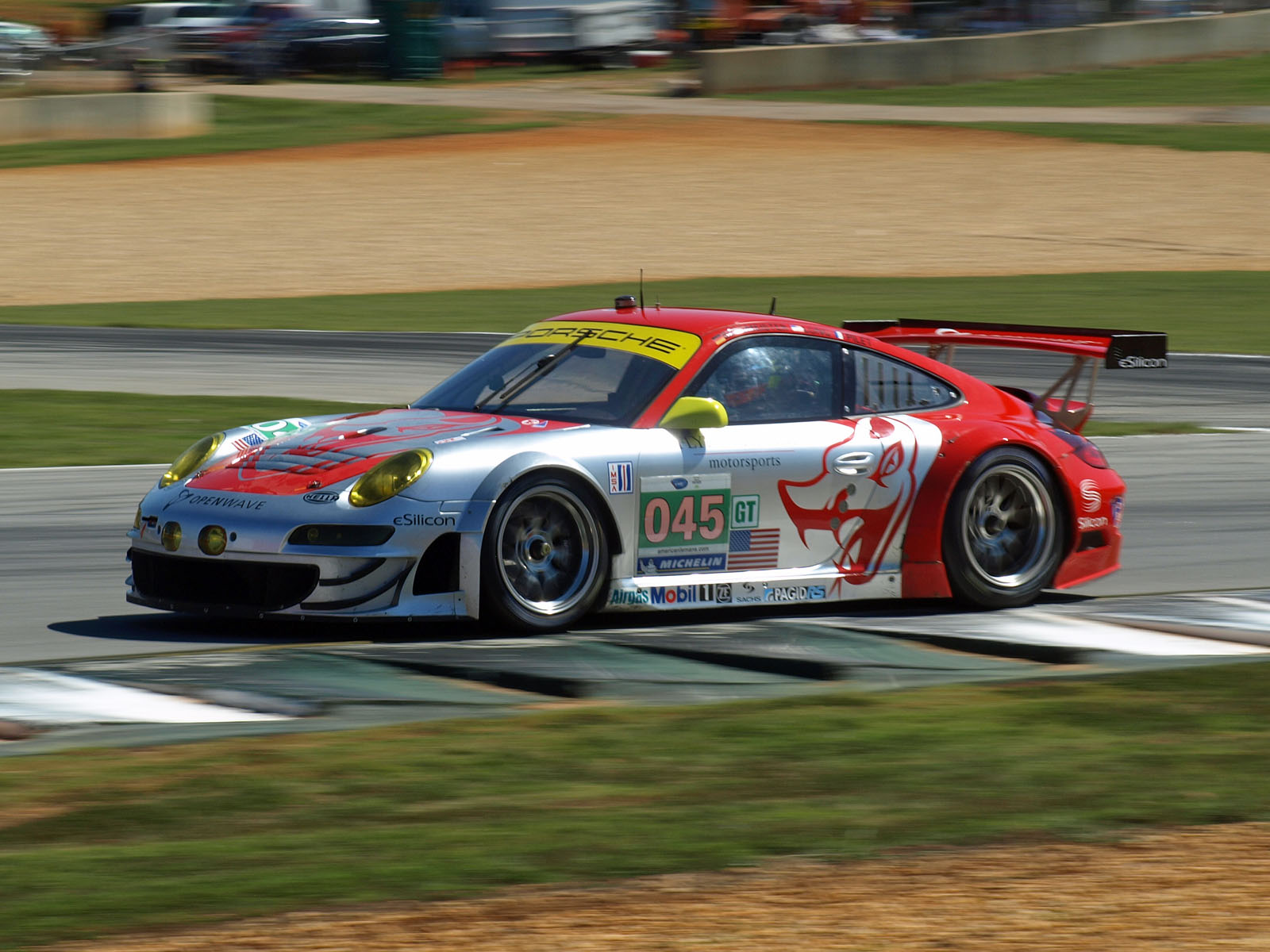
2011 ポルシェ・911 GT3 RSR (997)
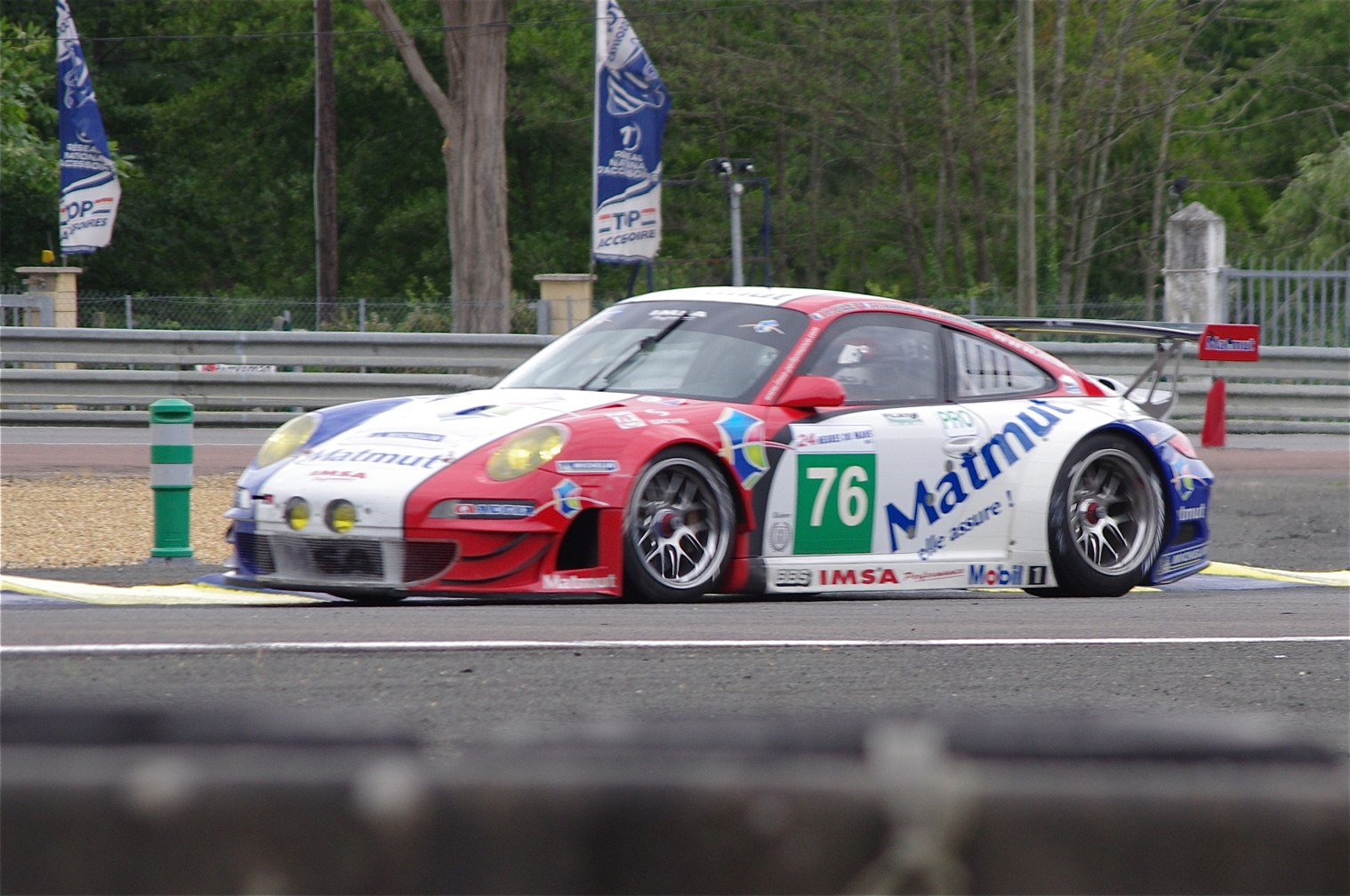
2011 ポルシェ・911 GT3 RSR(997)

## 911 RSR

### 991 RSR (2013–2017)
2013年、991型をベースとした新型レーシングカーを発表。このマシンより車名から「GT3」が外れ、単に911 RSRとなった。発表時点では991型のGT3がデビュー前であったため、カレラをベースに開発されている。
排気量4.0 Lの水平対向6気筒エンジンを搭載し、最高出力は460ps。991 RSRには、改良された空気力学、軽量のギアボックス、新しいサスペンションが含まれている。

2013年シーズン、マンタイ・レーシングは、FIA 世界耐久選手権で991 RSRを走らせるために選ばれた。チームは991 RSRで、ル・マン24時間レースにおいてGTE Proクラスで1-2フィニッシュし、最大の成功を収めた。2014年もマンタイ・レーシングは、WEC、ル・マン24時間で2台の911 RSRで引き続き参戦した。またポルシェはコア・オートスポーツと提携して、ユナイテッド・スポーツカー選手権に、ポルシェ・ノースアメリカとして2台のポルシェ911 RSRで参戦し、初戦のデイトナ24時間レースでGTLMクラスの優勝を飾った。

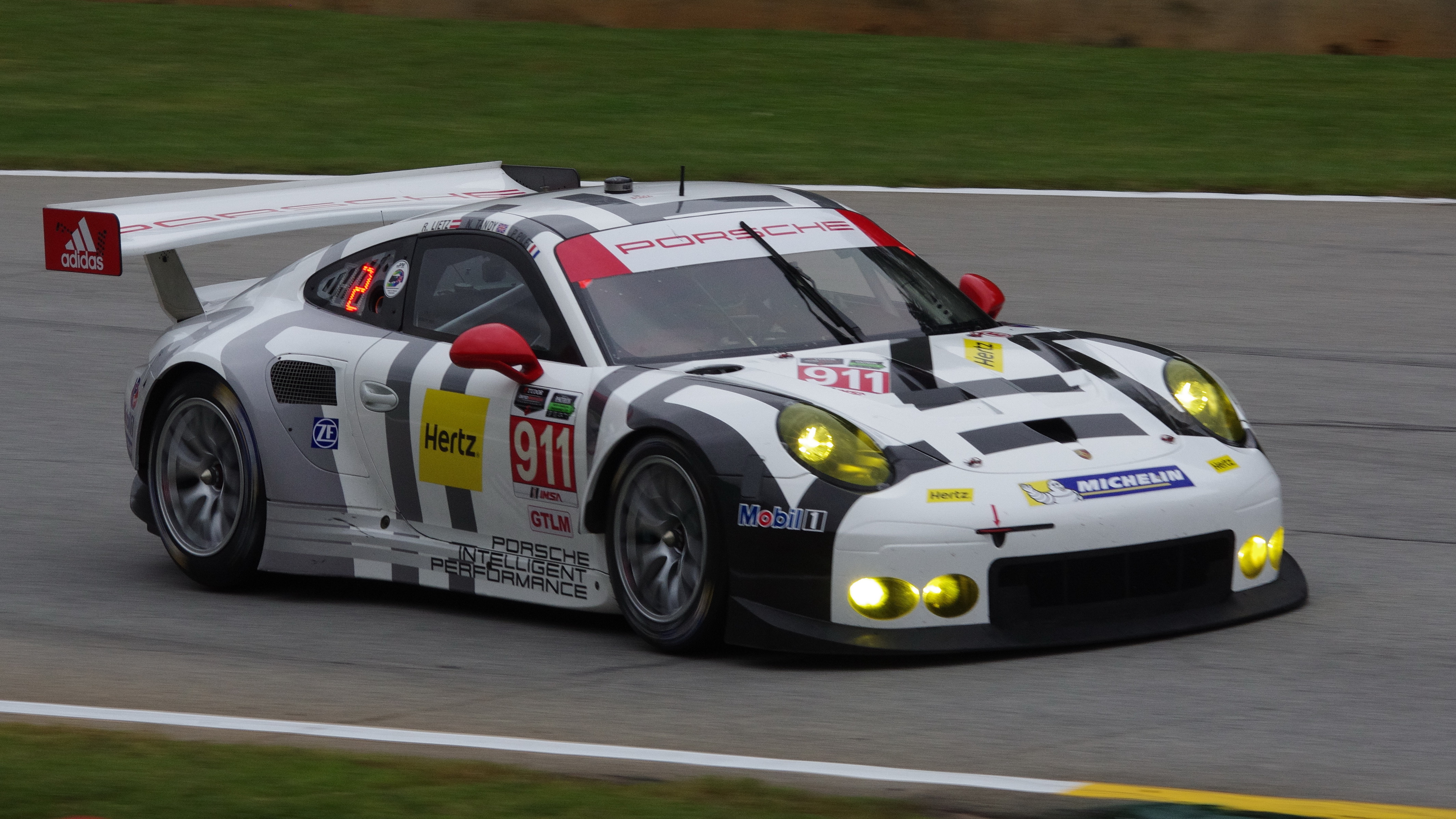
2015 ポルシェ・911 RSR (991)
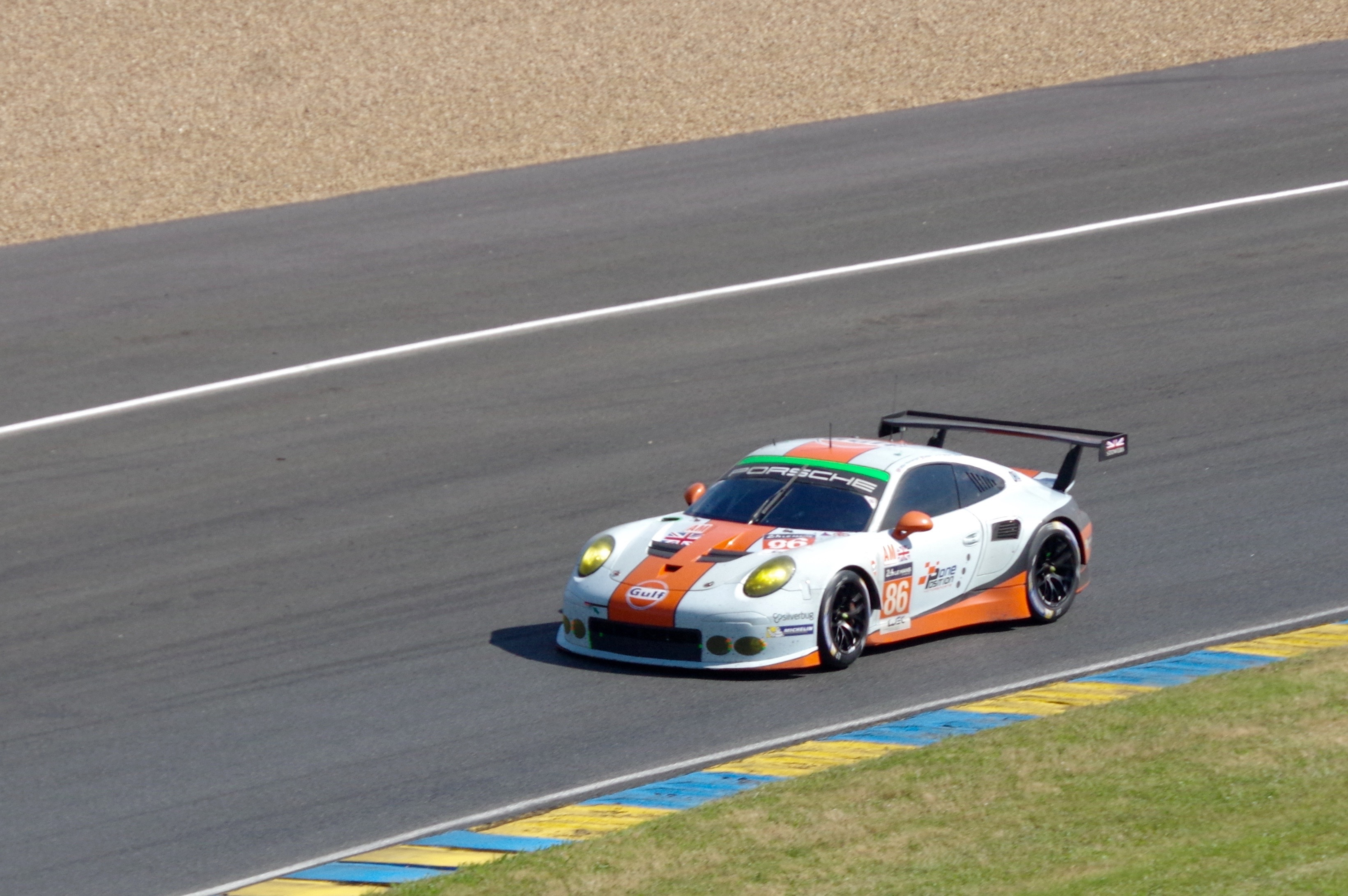
2016 ポルシェ・911 RSR(991)

### 991 RSR (2017–2019)
2016年11月、ポルシェはLM-GTEカテゴリー向けに新型911 RSRを発表した。それまでのリアエンジンレイアウトに代わり、911 GT1以来となるミッドシップレイアウトを採用した点が最大の特徴。4.0 L水平対向6気筒エンジンを搭載し、エアリストリクターに応じて出力は375 kW（510 PS; 503 hp）、車両重量は1243kg。その他の新機能には、新しいトランスミッション、スワンネックのリアウイングとより大きなリアディフューザーを含む新しい空力パッケージ、クイックチェンジボディパネル、クイックチェンジシムシステムを備えたダブルウィッシュボーンサスペンション、可動式ペダルボックス、統合ディスプレイ付き多機能ステアリングホイール、リアビューカメラ、衝突回避システムを備えた。
2017年のデイトナ24時間レースよりデビュー。2018年のル・マン24時間レースにはポルシェ・GTチームより4台（WEC参戦組の91号車・92号車とIMSA参戦組の93号車・94号車）がエントリーし、うち2台（WEC参戦組の91号車と92号車）にはポルシェのスポーツカー製造開始から70周年を記念した特別なカラーリングが施された。いずれも往年のポルシェのレーシングカーのカラーリングを復刻したもので、91号車は956や962のロスマンズカラーを想起させるデザイン（ロゴはなし）、92号車は「ピンク・ピッグ」と呼ばれるポルシェ・917/20を模したデザインとなった。決勝では92号車と91号車がGTE Proクラスで1-2フィニッシュを飾り、GTE Amクラスでもデンプシー-プロトン・レーシングの77号車が優勝を果たした。また2018-19年のWECでもGTE Proクラスの両タイトルを獲得した。
2019年のル・マン24時間レースでも、ポルシェ・GTチームは前年と同じく4台体制を継続。GTE Proクラスで91号車が2位、93号車が3位という結果だった。GTE Amクラスではチーム・プロジェクト1の56号車が優勝を飾った。

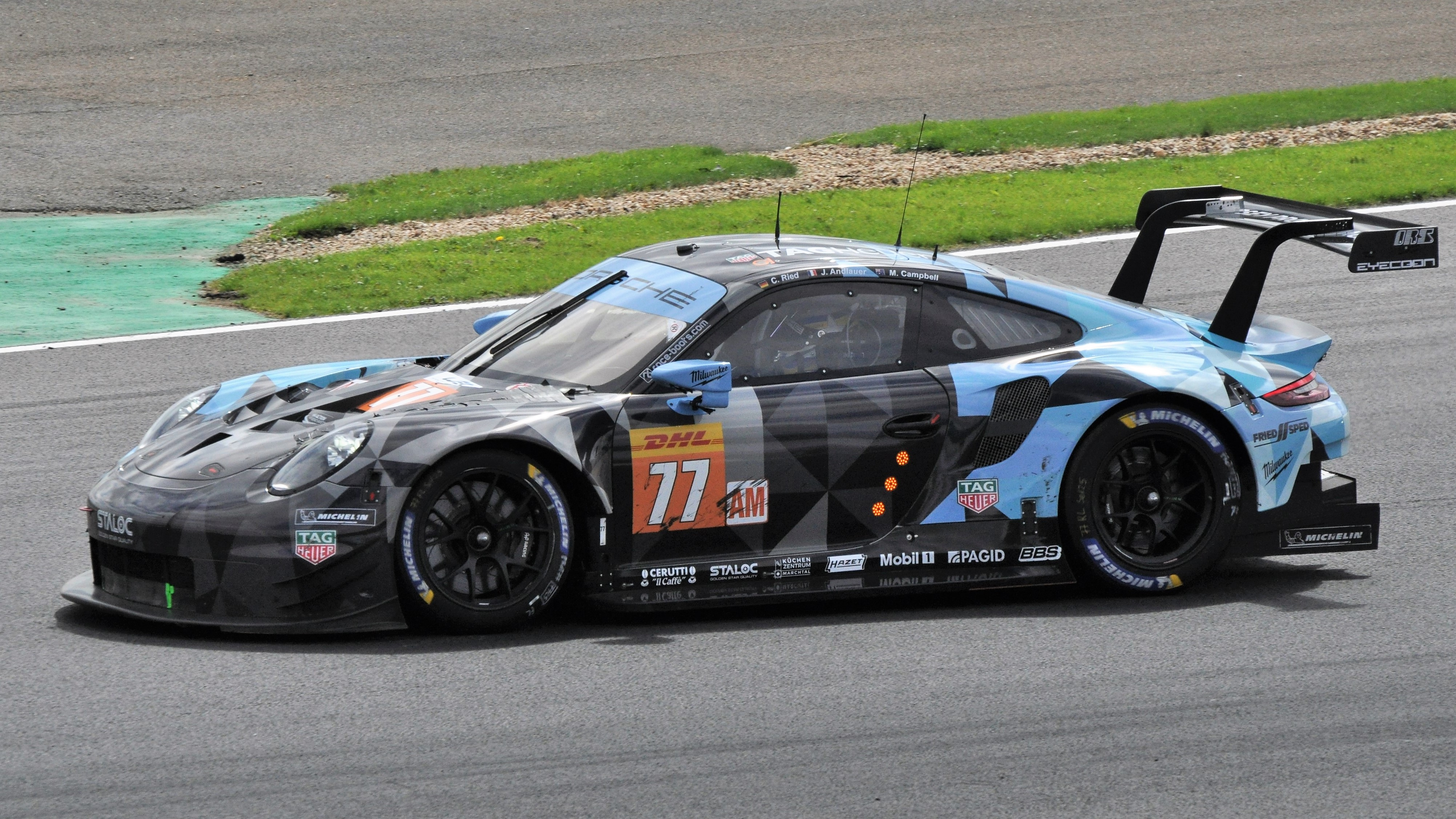
2018 ポルシェ・911 RSR(991)
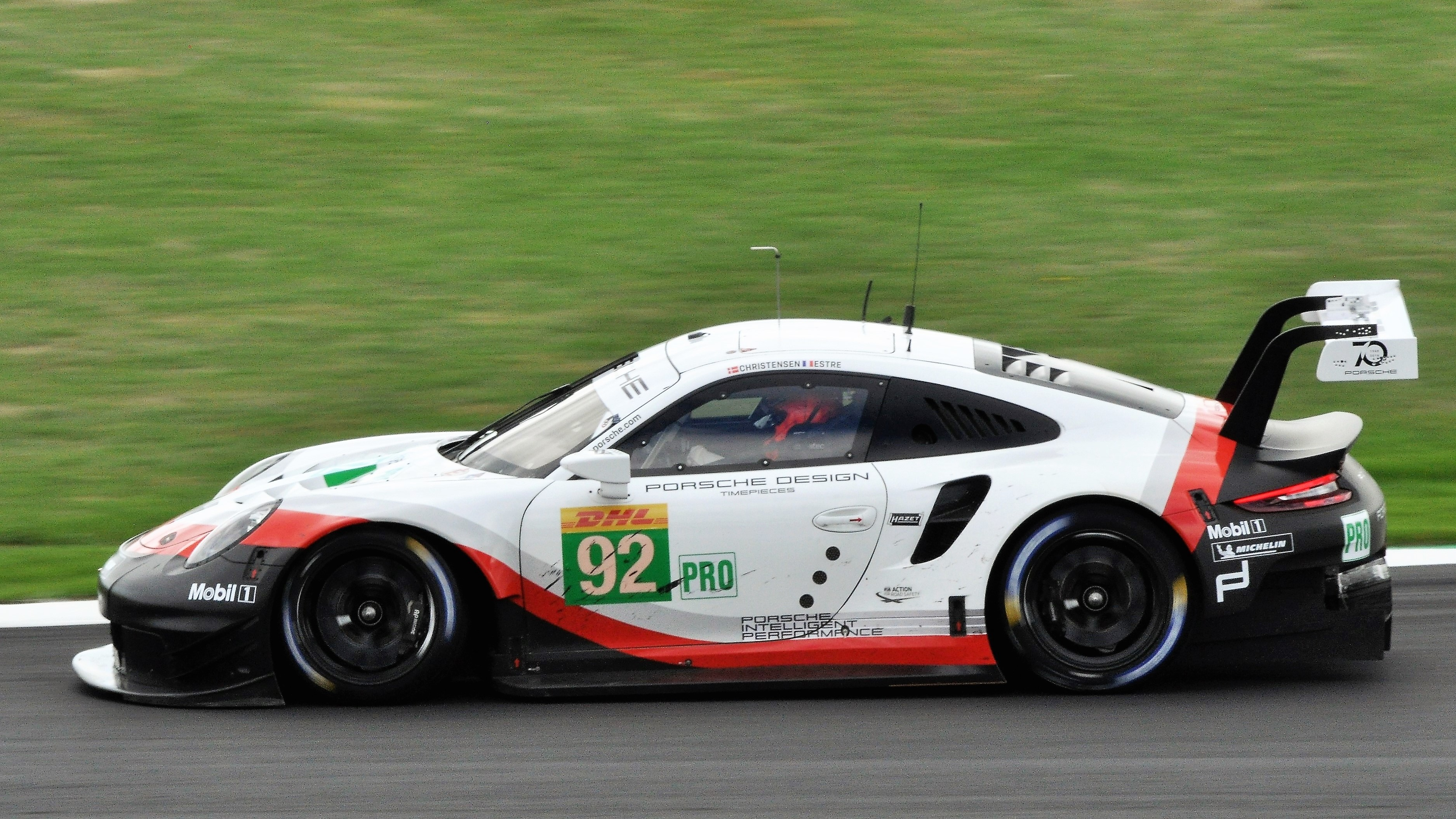
2018 ポルシェ・911 RSR(991)
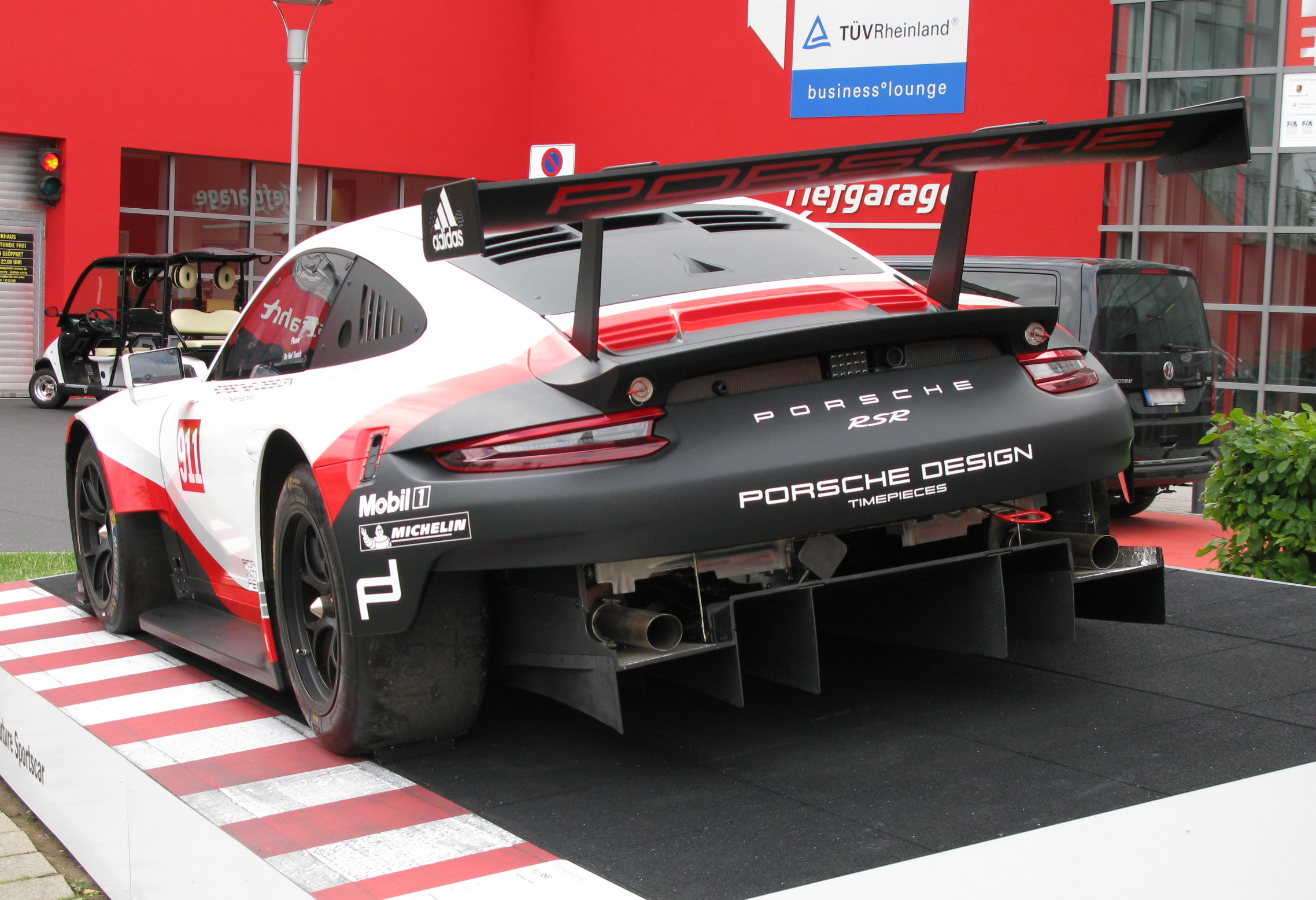
2017 ポルシェ・911 RSR(991) リア

### 991 RSR-19 (2019–)
2019年7月、ポルシェはグッドウッド・フェスティバル・オブ・スピードでLM-GTEカテゴリー用に準備された911 RSRの新型を発表した。これは991 RSR（2017）の進化形であり、車の95％は新設計。エンジンの排気量は4,194cc（4.2 L）に拡大。出力は378 kW（515PS）、車両重量1245kg。より剛性の高いシーケンシャルマニュアルギアボックスにより、より速いシフトが可能。2本のエキゾーストパイプが両後輪の前に出て、最適化されたディフューザー用のスペースを作る。空力効率は大幅に改善された。この車は、取り外し可能なルーフハッチや、前モデルの可動ペダルボックスを備えた固定式シート、追加の衝撃保護要素などの安全機能を保持している。2019-20年のWECでデビューした。

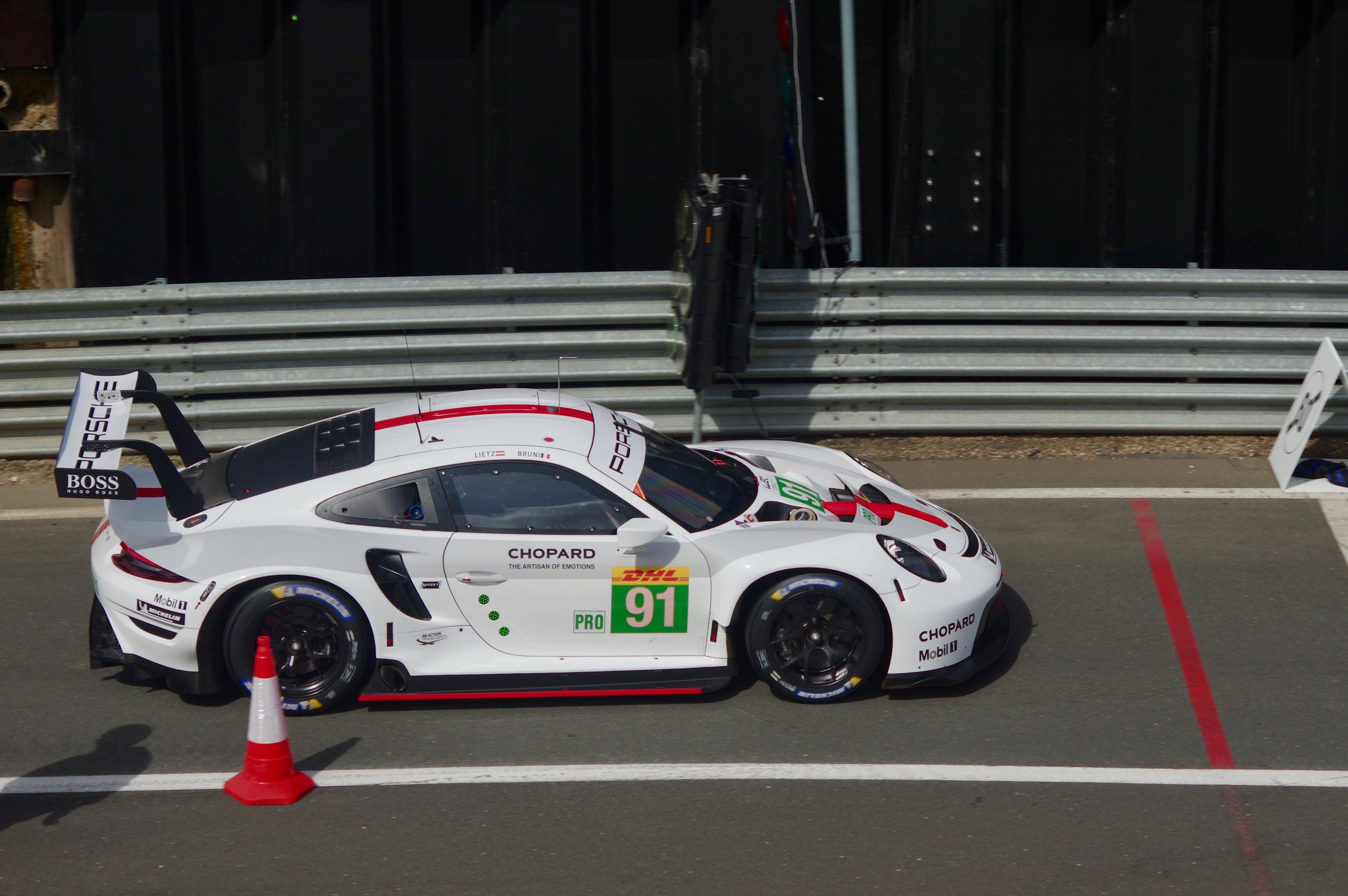
2019 ポルシェ・911 RSR-19(991)
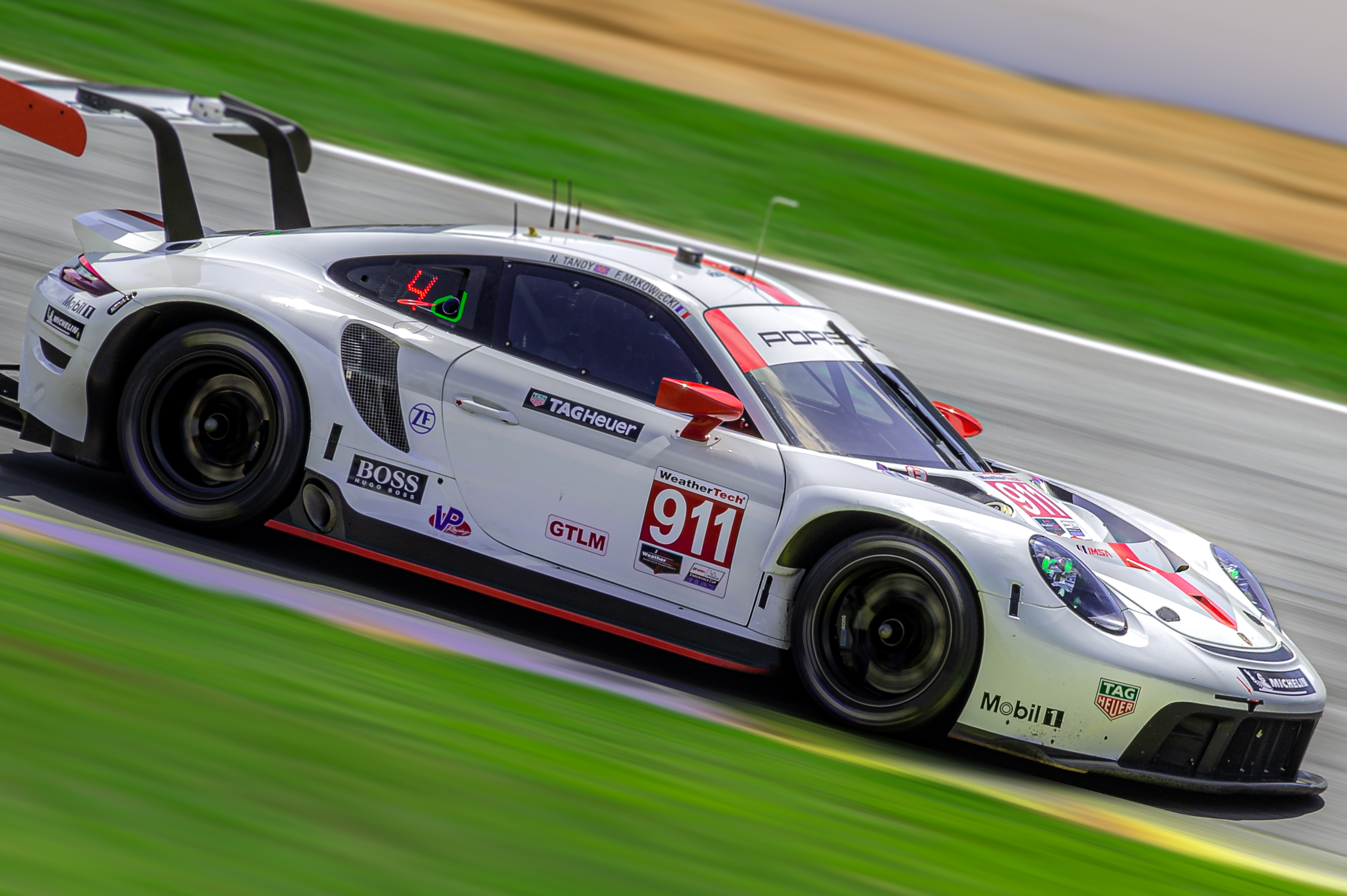
2020 ポルシェ・911 RSR-19(991)